# 양주동 (양주시)
양주동(楊州洞)은 경기도 양주시의 동이다. 2003년 양주군이 양주시로 승격되면서 양주읍에서 2개 행정동으로 개편되었다. 조선시대에 관아가 있었던 고주내면과 근대에 이르러 관아가 고양주면에서 옮겨온 지역인 읍내면을 합쳐서 주내면이라 하였다. 2000년 읍으로 승격하면서 양주읍이라 하였다. 기존의 양주면과는 관련이 없는데, 이 지역은 조선 중기부터 1914년 3월 31일까지 양주군 고주내면에 속했었고 주내면에 이어 양주동으로 승격되었기 때문이다. 참고로 양주면은 현재의 의정부시에 해당되며, 과거에는 시둔면이기도 했다.

## 개요
- 양주군 고주내면 회만리와 송랑리를 합쳐서 만송리로, 광암리와 삽사리를 합쳐서 광사리로, 고주내면 광숭리와 삼가대리를 합쳐서 삼숭리라 이름하였다. 천천면(회천읍)의 고장리(故障里)를 고읍리에 흡수 편입시켰다.
- 1914년 4월 1일 고주내면과 읍내면을 통폐합하여 주내면으로 통합했다.
- 1955년 청사 이전(유양리→현위치)
- 2000년 10월 1일 양주읍으로 승격(주내면→양주읍)
- 2003년 10월 19일 양주읍에서 양주1,2동 분동(양주1동개청)[1]

## 법정동
양주1동
- 유양동 (維楊洞)
- 어둔동 (於屯洞)
- 남방동 (南坊洞)
- 마전동 (麻田洞)
- 산북동 (山北洞)

양주2동
- 광사동 (廣沙洞)
- 만송동 (晩松洞)
- 삼숭동 (三崇洞)
- 고읍동 (古邑洞)

## 교육
- 광사초등학교
- 광숭초등학교
- 덕현초등학교
- 만송초등학교
- 삼숭초등학교
- 유양초등학교
- 덕현중학교
- 삼숭중학교
- 덕현고등학교
- 양주고등학교

## 주거

### 아파트
| 단지명                     | 건설사         | 시행사                        | 주소                          | 입주        | 비고 |
| -------------------------- | -------------- | ----------------------------- | ----------------------------- | ----------- | ---- |
| 은빛마을 유승한내들        | 유승건설       | 유승건설                      |                               | 2009년 10월 |      |
| 해동마을 유승한내들        | 유승건설       | 유승건설                      |                               | 2009년 10월 |      |
| 티에스푸른솔               | ㈜티에스건설   | ㈜티에스건설 ㈜우인건설       | 부흥로 2021-7 (1차) (고읍동)  | 1999년 8월  |      |
| 티에스푸른솔               | ㈜티에스건설   | ㈜티에스건설                  | 부흥로 2021-12 (2차) (고읍동) | 2000년 5월  |      |
| 티에스푸른솔               | ㈜티에스건설   | ㈜티에스건설                  | 부흥로 2096 (3차) (삼숭동)    | 2001년 10월 |      |
| 옥정역 로제비앙 메트로파크 | ㈜대광건영     | 백상주택건설㈜ 영성산업개발㈜ | 부흥로 2128 (삼숭동)          | 2022년 7월  |      |
| 옥정역 로제비앙 메트로파크 | ㈜대광건영     | ㈜국보                        | 부흥로 2126 (삼숭동)          | 2022년 7월  |      |
| 성우 아침의미소            | ㈜성우종합건설 | ㈜성우종합건설                |                               | 2004년 3월  |      |
| 양주자이                   | 지에스건설㈜   | ㈜건남개발                    | 삼숭로38번길 78-30 (1단지)    | 2005년 8월  |      |
| 양주자이                   | 지에스건설㈜   | ㈜건남개발                    | 삼숭로38번길 78-12 (2단지)    | 2005년 8월  |      |
| 양주자이                   | 지에스건설㈜   | ㈜건남개발                    | 삼숭로38번길 55 (3단지)       | 2005년 8월  |      |
| 양주자이                   | 지에스건설㈜   | ㈜건남개발                    | 삼숭로38번길 91 (4단지)       | 2005년 8월  |      |
| 양주자이                   | 지에스건설㈜   | ㈜건남개발                    | 삼숭로38번길 190 (5단지)      | 2005년 8월  |      |
| 양주자이                   | 지에스건설㈜   | 한국토지신탁                  | 삼숭로58번길 115 (6단지)      | 2006년 4월  |      |
| 양주자이                   | 지에스건설㈜   | 한국토지신탁                  | 삼숭로58번길 141 (7단지)      | 2006년 4월  |      |
| 신도푸른숲                 | ㈜신도종합건설 | ㈜신도종합건설                |                               |             |      |
| 해동마을 신도브래뉴        | ㈜신도종합건설 | ㈜신도종합건설                |                               |             |      |
| 양주역 중흥S-클래스        | 중흥토건㈜     | 중흥토건㈜                    |                               |             |      |
| 양주역 푸르지오 센터파크   | 대우건설       | 대우건설                      |                               |             |      |

## 문화재
- 양주관아지 - 경기도 기념물 제167호

## 교통
- 양주역